# Luís García
Luís Alcide de Nuñes García (ur. 16 marca 1923 w Torres Novas) – portugalski lekkoatleta specjalizujący się w trójskoku, uczestnik igrzysk olimpijskich w Londynie 1948

## Występy na igrzyskach olimpijskich
García  wystartował na igrzyskach olimpijskich w 1948 r. Wziął udział w zmaganiach lekkoatletycznych w konkurencji trójskoku.
Zmagania trójskoczków odbyły się 3 sierpnia. W rundzie kwalifikacyjnej García zajął 22. miejsce z wynikiem 13,92 m. Rezultat ten był zbyt słaby, by awansować do finału, minimum kwalifikacyjne wynosiło 14,50 m.

## Rekordy życiowe
- trójskok – 14,76 m  (1950)